# کنی (مجارستان)
کُونی (به مجاری:  Kóny) یک شهرداری در مجارستان است که در ناحیه چورنا واقع شده‌است. کُنی ۲۸٫۸۷ کیلومتر مربع مساحت و ۲٬۶۹۲ نفر جمعیت دارد.